# Szubraneć
Szubraneć (ukr. Шубранець) – wieś na Ukrainie, w obwodzie czerniowieckim, w rejonie czerniowieckim, w hromadzie Horiszni Szeriwci. W 2001 liczyła 1859 mieszkańców.